# Serguinó
Serguinó (en rus: Сергино) és un poble de l'óblast d'Astracan, a Rússia, segons el cens del 2010 tenia 167 habitants.